# ダコタ・ハウス
ダコタ・ハウス (The Dakota、Dakota Apartments) は、アメリカ合衆国ニューヨーク市マンハッタン区アッパー・ウエスト・サイドにある高級集合住宅（コーポラティブハウス）である。1880年着工、1884年竣工。
ここに住んでいたジョン・レノン（ビートルズ）が1980年12月8日、マーク・チャップマンに射殺された場所 (建物玄関前) としても知られている。
The Dakotaという名称の由来には、諸説ある。1つ目は、建設当時マンハッタン区のアッパー・ウエスト・サイドは、あたかもダコタ準州のように、まだ住宅の数がまばらだったからという説。2つ目は、1933年の新聞に書かれているもので、発注主のエドワード・クラークがダコタ準州が好きだったからという説である。日本ではダコタ・ハウスと呼ばれるが現地ではそのように呼ばれることはない。

## 立地

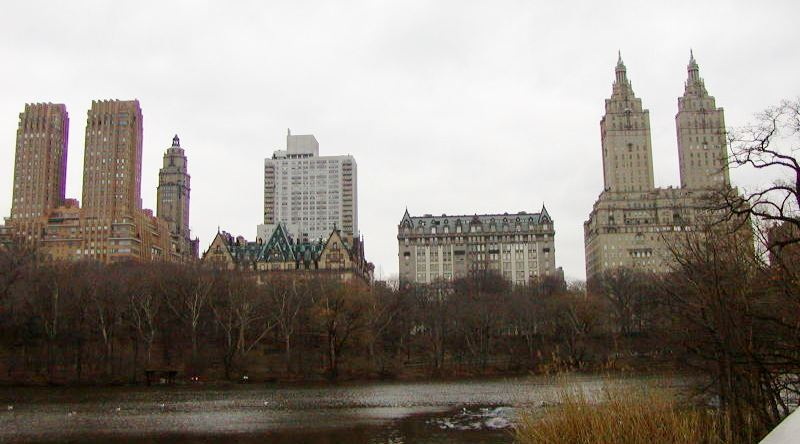
手前の左から順に「The Majestic」「ダコタ・ハウス」「The Langham」「The San Remo」

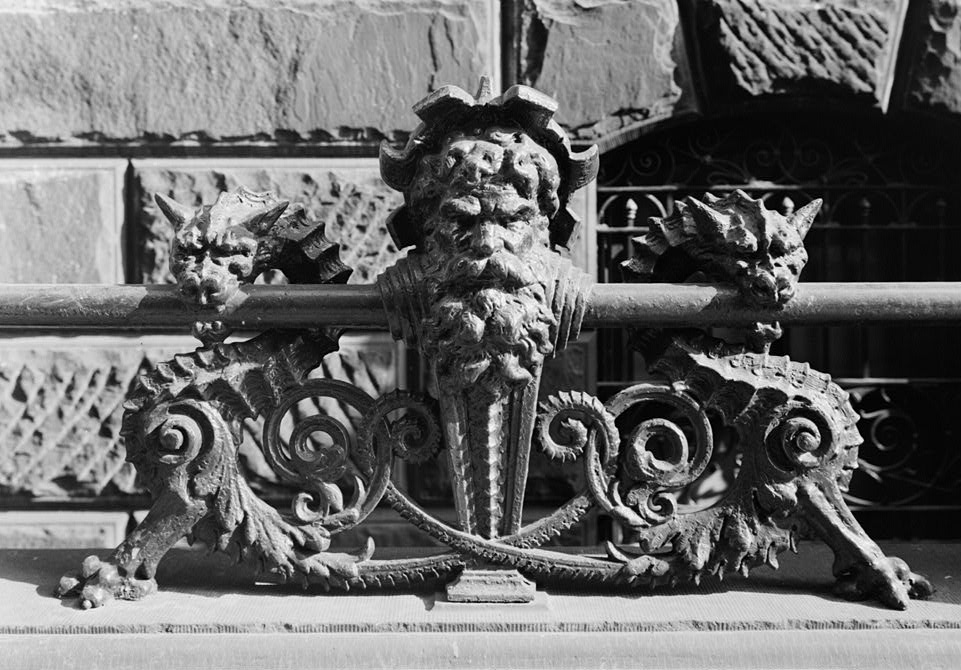
1階外側の柵にある装飾

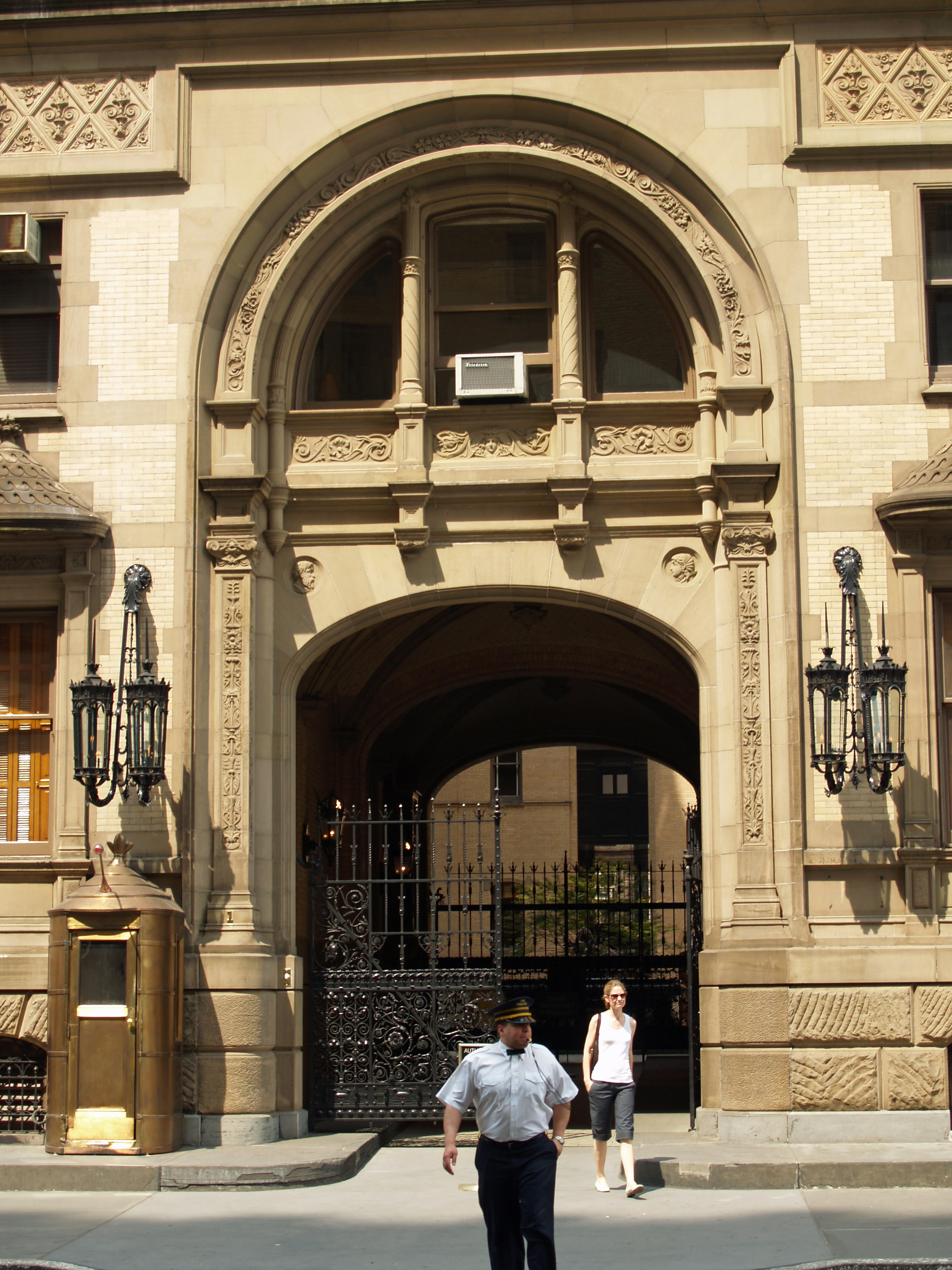
ジョン・レノンが撃たれた南玄関

正面図（南側から）

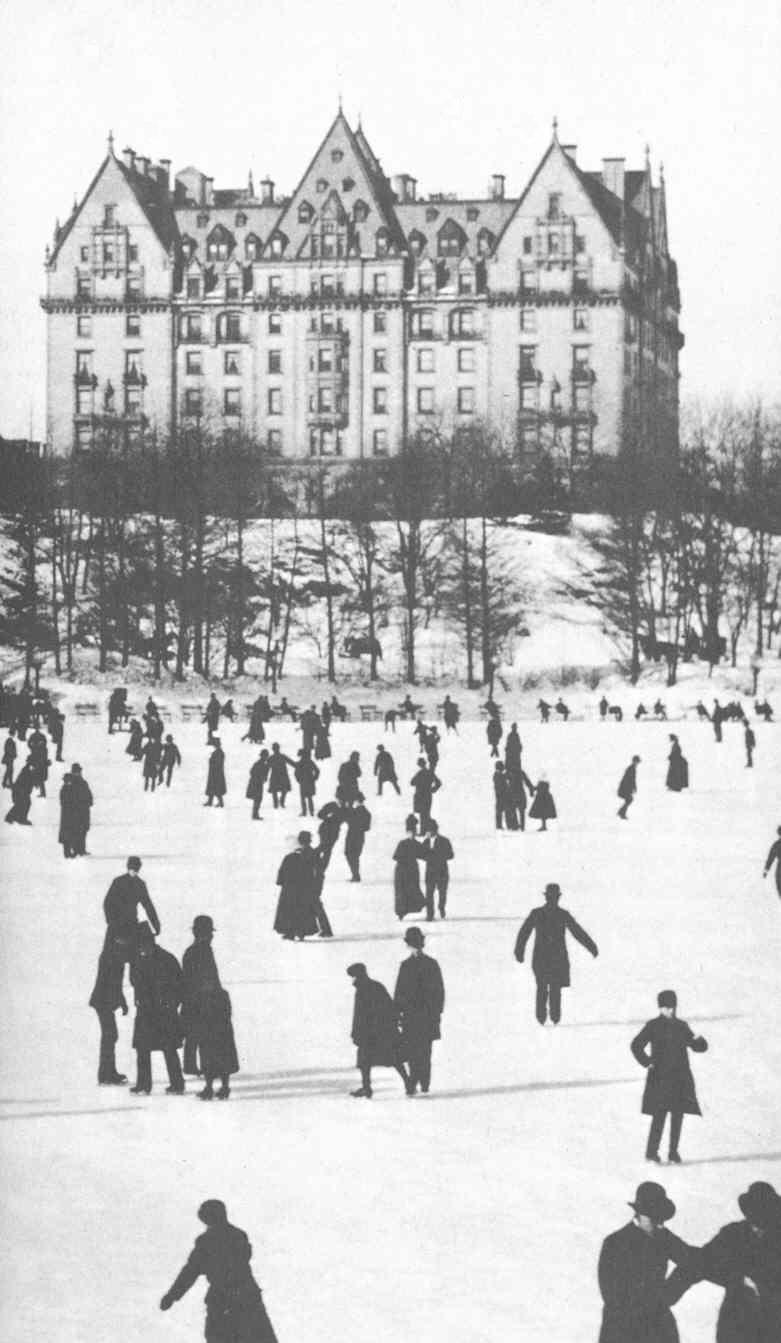
セントラル・パークのスケートリンクから撮影（1890年）

マンハッタン区を南北に走るセントラル・パーク・ウェストと、東西に走る72丁目および73丁目の、計3本の道路に挟まれた角地に立地している。
同じ72丁目沿いには、ホテル・オルコットがある。
セントラル・パーク・ウェストを挟んだ先には「セントラル・パーク」が広がっており、南東に面した部屋の窓からは、眺望が可能である。
地下鉄B/C線で72丁目駅で下車するとすぐ目の前。入り口には警備員が常駐していて、住民以外は立ち入り禁止になっている。

## 歴史
後にマンハッタンの「プラザホテル」の建設でもコンビを組むこととなるシンガーミシン社長のエドワード・クラークが、ヘンリー・J・ハーデンバーフに設計を依頼して、建てられた。
当時、マンハッタンのアパートメント形式の住宅としては、2番目に着工された。
1972年に、アメリカ合衆国国家歴史登録財（NRHP）に選ばれ、1976年には、アメリカ合衆国国定歴史建造物（NHL）に指定された。
なお、ダコタ・ハウスの役員会による入居審査基準は、ニューヨークで最も厳しいとされ、単に資産や収入が多いだけでは入居できない。今までにビリー・ジョエル、シェール、メラニー・グリフィス、マドンナ、カーリー・サイモン、アレックス・ロドリゲス、ジャド・アパトー、ティア・レオーニなどが入居を拒否されている。また、20年近くすでに入居者であった黒人の投資家がもう一戸を買い足そうとしたところ、役員会に拒否されたため、人種差別的であるとして訴訟を起こした。

## 建物の特徴
構造
「ロ」の字型の構造になっており、その大きな中庭には噴水がある。建設時の総戸数は65。
2010年のウォール・ストリート・ジャーナルの記事によると、地上10階建てになっており、その最上階の（屋根の軒先の下の）部屋は、当初はメイドの部屋になっていた（後に一般居住用として販売）。
デザイン
鋭角の妻と、多数のドーマー（小窓）がある深い屋根が象徴的で、テラコッタを用いたスパンドレル（2つのアーチに挟まれた三角小間）とパネル、壁龕、バルコニー、バラスター（手すり子）には、北ドイツルネサンス様式の特徴がある。ドイツ風の外観に対し、内装は建設当時流行っていたフランス・バロック様式を取り入れたもので、各戸違ったデザインが施されているが、アンフィラードと呼ばれる連続式に整列した部屋と4m以上ある高い天井が特徴である。
1階外側の柵（フェンス）には、ドラゴンをモチーフにした金属製の飾りが、多数設置されている。
設備
当初から、館内に自家発電装置があり、セントラルヒーティングが導入されているなど、画期的な設備をそなえていた。

## ジョン・レノンの死
近所のセントラル・パークには、ジョン・レノンを偲ぶ「ストロベリー・フィールズ」（楽曲ストロベリー・フィールズ・フォーエバーに因む）という小広場が作られており、そこには「イマジン碑」（平面的な黒と白のモザイク模様のメダリオン）がある。
ジョンとヨーコは1973年にダコタ・ハウスに転居。7階に2戸と別の階に3戸の計5戸を少なくとも所有しており、自宅のほかに、倉庫、ヨーコのスタジオ、ゲストハウスとして使用（倉庫にしていた1戸は2008年に売却）。ただし、1973年半ばから二人は別居状態にあり、ジョンは秘書で恋人のメイ・パンと暮らしていたため、1974年末までジョンは住んでいない。1975年にはここでショーンが生まれ、ジョンは音楽活動を一時休止して子育てに励んだ。1980年のジョンの死後もヨーコは2023年まで住み続け、毎年中庭で開かれる住民のポトラック・パーティ（食べものを各自が持ち寄るパーティ）では、ジョンの生前からの習慣を引き次いで毎回寿司を差し入れていた。

## 登場作品
- 『あめりか物語』所収「長髪」（1908年の永井荷風の小説）　-　主人公の藤ケ埼国雄の住居のモデルという説がある[20]。
- ローズマリーの赤ちゃん（1968年の映画）　-　外観を使用。
- ふりだしに戻る (Time and Again)（1970年のジャック・フィニイのSF小説）　-　作品内の主舞台。
- クルーエル・インテンションズ（1999年の映画）　-　外観を使用。
- バニラ・スカイ（2001年の映画）　-　主人公のデヴィッド・エイムス（演：トム・クルーズ）の住むペントハウス[21]が、ダコタ・ハウスの中にあるという設定[22]。
- Grendel（アメリカンコミック）　-　主人公のHunter Roseが、ダコタ・ハウスに住んでいる設定[23]。
- 花より男子2（リターンズ）（2007年のドラマ）　-　道明寺司（演：松本潤）がダコタ・ハウスに住んでいる設定[要出典]。

## ダコタ・ハウスに住んだ著名人
- ローレン・バコール (Lauren Bacall)　-　女優[24]
- ハーレー・ボールドウィン (Harley Baldwin)　-　デベロッパー、画商[25]
- ウォード・ベネット (Ward Bennett)　-　建築家、デザイナー[26]
- レナード・バーンスタイン (Leonard Bernstein)　-　作曲家、指揮者[27]
- コニー・チャン (Connie Chung)　-　ニュースキャスター[28]
- ローズマリー・クルーニー (Rosemary Clooney)　-　歌手、女優[29]
- ハーラン・コーベン (Harlan Coben)　-　作家[30]
- ホセ・フェラー (José Ferrer)　-　俳優[31]
- ロバータ・フラック (Roberta Flack)　-　歌手（オノ・ヨーコの隣室）[32][33]
- ロス・フォード（Roth Ford）- 女優(ペーター・ファン・アイク の元妻。兄も別のフロアに住んでいた。死後、二人に長年仕えたネパール人の使用人が2戸とも相続し、世間を騒がせた)[34]
- ジュディ・ガーランド (Judy Garland)　-　女優[28]
- リリアン・ギッシュ (Lillian Gish)　-　女優[35]
- ウィリアム・インジ (William Inge)　-　 脚本家[28]
- ボリス・カーロフ (Boris Karloff)　-　俳優[31]
- ジョン・レノン (John Lennon)　-　歌手、作曲家[31]（ダコタ・ハウス内に5室所有していた）[33]
- ショーン・レノン (Sean Lennon)　-　歌手
- ジョン・マッデン (John Madden)　-　フットボールコーチ、コメンテーター
- アルバート・メイスルズ (Albert Maysles)　-　ドキュメンタリー映画作家、メイスルズ兄弟の兄[36]
- ルドルフ・ヌレエフ (Rudolf Nureyev)　-　男性バレエダンサー[37]
- ジョー・ネイマス (Joe Namath)　-　プロフットボール選手[38]
- オノ・ヨーコ (Yoko Ono)　-　アーティスト
- ジャック・パランス (Jack Palance)　-　俳優[39]
- モーリー・ポヴィッチ (Maury Povich)　-　テレビ司会者
- ギルダ・ラドナー (Gilda Radner)　-　コメディアン、女優[40]
- レックス・リード (Rex Reed)　-　映画評論家[28]
- ジェイソン・ロバーズ (Jason Robards)　-　俳優[41]
- ジェーン・ローゼンタール (Jane Rosenthal)　-　映画プロデューサー[42]
- ウィルバー・ロス (Wilbur Ross)　-　投資家[43]
- ロバート・ライアン (Robert Ryan)　-　俳優（ジョン・レノンとオノ・ヨーコは部屋をライアンから借りており、ライアンの死後、その部屋を購入したといわれている）[44]

今まで、数多くの個性的なクリエーター、アーティストが住んできた。しかし、最近はそうでもないというような苦言を、2005年にアルバート・メイスルズが述べたことを、「ニューヨーク・タイムズ紙」は報じた。同年、彼が売りに出した部屋を、カルト女優とも称されるメラニー・グリフィスと夫で俳優のアントニオ・バンデラスが購入しようとしたが、役員会が拒否したという件があった。  
過去にも、ジーン・シモンズ（キッスのベーシスト）や、ビリー・ジョエルといったアーティストが、入居を拒否されたことがあった。